# Kató Lomb
Kató Lomb (* 8. Februar 1909 in Pécs; † 9. Juni 2003 in Budapest) war eine ungarische Dolmetscherin, Übersetzerin und eine der ersten Konferenzdolmetscherinnen der Welt.

## Leben
Lomb hatte Doktortitel sowohl in Physik als auch in Chemie, war aber ebenfalls sehr an Sprachen interessiert. In der Wirtschaftskrise (1929–1933) begann sie, mit Dolmetschen und Übersetzungen ihren Lebensunterhalt zu bestreiten. Ungarisch war ihre Muttersprache. Sie konnte zusätzlich in neun oder zehn Sprachen dolmetschen, davon in vier ohne Vorbereitung. Sie übersetzte in sechs weiteren Sprachen sowohl technische Texte als auch Belletristik und war in der Lage, Journalisten in elf Sprachen zu verstehen. Lomb erlernte 16 Sprachen als Autodidaktin: Bulgarisch, Chinesisch, Dänisch, Englisch, Französisch, Deutsch, Hebräisch, Italienisch, Japanisch, Latein, Polnisch, Rumänisch, Russisch, Slowakisch, Spanisch und Ukrainisch. 
Für sie war es wichtig, Sprachen zu lernen. In ihren eigenen Büchern, die auch in andere Sprachen übersetzt wurden, versuchte sie, die Menschen zum Erlernen von Sprachen zu animieren. Als Dolmetscherin bereiste sie fünf Kontinente und schilderte ihre Erfahrungen in einem Buch (Egy tolmács a világ körül, „Eine Dolmetscherin um die Welt“).

## Bücher

### Ungarisch
- Így tanulok nyelveket (Egy tizenhat nyelvű tolmács feljegyzései) – „So lerne ich Sprachen (Aufzeichnungen einer 16-sprachigen Dolmetscherin)“, 1970, 1972, 1990, 1995, ISBN 963-602-617-3
- Egy tolmács a világ körül – „Eine Dolmetscherin um die Welt“, 1979, ISBN 963-280-779-0
- Nyelvekről jut eszembe… – „Über Sprachen fällt mir ein…“, 1983, ISBN 963-500-230-0
- Bábeli harmónia (Interjúk Európa híres soknyelvű embereivel) – „Harmonie von Babel (Interviews mit Europas berühmten Polyglotten)“, 1988, ISBN 963-282-023-1

### Bekannte Übersetzungen
- Polyglot: How I Learn Languages (PDF; 858 kB), 2008, ISBN 978-1-60643-706-3
- Как я изучаю языки (russisch)
- Watashi No Gaikokugo Gakushū-hō (japanisch)
- Par valodām man nāk prātā, 1990, ISBN 5-7966-0477-5 (Lettisch)
- 《我是怎样学外语的》 (wo shi zen yang xue wai yu de), 1982 (Chinesisch)
- 《我是如何学习外语的》 (wo shi ru he xue xi wai yu de), 1983 (Chinesisch)

Beide chinesischen Versionen wurden aus der russischen Version übersetzt.